# Cissampelos mucronata
Espèce
Synonymes
- Cissampelos apiculata Hochst.[1]
- Cissampelos comata Miers[1]
- Cissampelos macrostachya Klotzsch[1]
- Cissampelos pareira var. asperifolia Welw. ex Hiern[1]
- Cissampelos senensis Klotzsch[1]
- Cissampelos vogelii Miers[1]
- Cissampelos zairensis Miers[1]

Cissampelos mucronata est une espèce de plantes à fleurs de la famille des Menispermaceae. C'est une liane dioïque présente dans toute l’Afrique tropicale, du Sénégal à l’Afrique du Sud en passant par l’Éthiopie, excepté dans les zones les plus humides. Aussi connue sous le nom de Kishiki cha buga en swahili ou de Orelha de rato en portugais, elle fleurit presque toute l’année et est utilisée principalement en tant que plante médicinale.

## Description
Cissampelos mucronata est une liane dioïque à rhizome présente principalement dans les savanes arbustives décidues. On la retrouve généralement sur les termitières ou les affleurements rocheux, dans les ripisylves et les marécages, jusqu’à 1800 m d’altitude. Ses feuilles simples sont disposées en spirale. Ses fleurs unisexuées sont regroupées en inflorescences à cyme umbelliformes, en glomérules ou en une fausse grappe (15-30 cm) chez les mâles et en une fausse grappe (5-18 cm) chez les femelles. Ses fruits, quant à eux, sont des drupes obovoïdes à poils courts de 4-7 mm x 3-8 mm, de couleur rouge orangé à jaune à maturité et contenant 1 graine. Il s’agit d’une plante riche en alcaloïdes, bien que ces derniers se situent majoritairement dans le rhizome.

## Usages
Cissampelos mucronata est souvent confondue avec Cissampelos owariensis et Cissampelos pareira, rendant difficile d’attribuer sans équivoque certains usages à une espèce en particulier. Le rhizome, les feuilles, les tiges et le jus des fruits de la plante sont utilisés en médecine traditionnelle dans toute l’Afrique pour soigner les troubles gastro-intestinaux de type diarrhée, dysenterie, colique, vers intestinaux ou encore les problèmes urogénitaux tels que les troubles menstruels, les maladies vénériennes, ou l’infertilité. Ils permettraient aussi de déclencher les contractions de l’utérus lors des accouchements puis d’expulser le placenta. Selon les régions, le rhizome peut être mastiqué ou administré sous la forme d’une décoction ou d’une poudre pour lutter contre les maux de gorges, de tête, de dos, les affections pulmonaires, les fièvres causées par la jaunisse ou le paludisme, ou encore la bilharziose. Les feuilles, quant à elles, sont souvent chauffées ou appliquées en pâte pour améliorer la guérison des plaies, des œdèmes ou des ulcères ou comme antidote au venin de serpent. Enfin, l’infusion la plante entière s’emploie dans des préparations pour traiter les douleurs intercostales ou les maladies qui affectent la colonne vertébrale et s’utilise aussi pour ses vertus emménagogues. Au-delà de leurs effets thérapeutiques, les tiges de Cissampelos mucronata servent aussi régulièrement en vannerie, pour fabriquer les lignes de pêches et comme liens.